# 长形柄口吸虫
长形柄口吸虫（学名：Pelmatostomum longum）为棘口科柄口属的动物。在中国大陆，分布于福建等地，营寄生生活，宿主白腰杓鹬以及寄生在肠中。该物种的模式产地在福建。